# دریاچه کاستیلون
دریاچه کاستیلون (به فرانسوی: Lac de Castillon) یک دریاچه مصنوعی در درون پارک ملی وردون است ، این دریاچه یک دریاچه مصنوعی است که به سبب سدی است که روی رودخانه وردون ساخته شده به وجود آمده است ، ذخیره آب دریاچه سد کاستیلون حدود ۱۵۰ میلیون مترمکعب است . اطراف دریاچه دارای پوشش گیاهی جنگلی متراکم است چند روستای توریستی در اطراف دریاچه کاستیلون قرار دارد که خدمات قایقرانی تفریحی و کمپ‌های تفریحی و برهنگی از خدمات آن‌ها است .

## شهرهای و مناطق مسکونی اطراف دریاچه
- شیرون در جنوب دریاچه
- سنت جولیان وردون در میانه
- سنت آندره لس آلپس در شمال دریاچه